# Matthew Lopez
Matthew Lopez (Tucson, 21 de janeiro de 1987) é um lutador estadunidense de artes marciais mistas, que atualmente luta na categoria peso-galo do Ultimate Fighting Championship.

## Background
Lopez nasceu em Tucson, Arizona. Foi aluno da Universidade do Estado do Arizona (durante um ano) e da Cal State Fullerton. Ele começou a treinar MMA em 2013, e iniciou porque percebeu que seus antigos adversários no wrestling estavam tendo sucesso no MMA. Ele foi quatro vezes campeão estadual em wrestling, e campeão nacional em freestyle wrestling e luta greco-romana. Lopez já trabalhou em minas de cobre e, atualmente, também é professor de wrestling.

## Carreira no MMA
Lopez já foi da academia Grudge Training Center mas, atualmente, é membro da Reign MMA. Ele acumulou um cartel de 3-0, nocauteando dois adversários. Após nocautear Miguelito Marti, no Gladiator Challenge: Iron Fist, Lopez assinou com o RFA (Resurrection Fighting Alliance).
No RFA, Lopez fez cinco lutas, nocauteando ou finalizando todos os cinco adversários ainda no primeiro round. Com esta sequência, ele foi contratado pelo Ultimate Fighting Championship, em 2016.

### Ultimate Fighting Championship
Lopez fez sua estreia na promoção contra Rani Yahya, em 13 de julho de 2016, no UFC Fight Night: McDonald vs. Lineker. Na segunda luta da noite do card preliminar do evento, ocorrido em Sioux Falls, Yahya venceu a terceira seguida dentro da organização. O brasileiro finalizou Matthew Lopez aos 4m19s, no terceiro round, pelo peso-galo (até 61kg), com um katagatame, e acabou com a invencibilidade de Lopez. Com o triunfo, o ex-campeão mundial de jiu-jítsu chegou à 22ª vitória na carreira, que também contava com oito derrotas e um "No Contest" (luta sem resultado). Já Lopez foi derrotado pela primeira vez na carreira, após sair vencedor em oito lutas anteriores.
Lopez enfrentou Mitch Gagnon, em 10 de dezembro de 2016, no UFC 206. Após dois anos de inatividade, Gagnon ficou muito perto de vencer Matthew Lopez no primeiro round, quando levou o adversário a knockdown e o castigou no chão, mas não liquidou a fatura. Lopez, pelo castigo recebido, poderia voltar abalado para as etapas seguintes - ledo engano. O americano levou vantagem nos dois rounds seguintes e venceu o confronto por decisão unânime (29-28, 29-28, 29-27).
Lopez enfrentou o brasileiro Johnny Eduardo, em 3 de junho de 2017, no UFC 212. Vindo de vitória sobre Mitch Gagnon, o peso-galo Matthew Lopez não sentiu o peso de lutar na casa do adversário, e venceu Johnny Eduardo por nocaute técnico aos 2m57s do primeiro round, neste evento ocorrido no Rio de Janeiro, chegando ao segundo triunfo no Ultimate. No total, Lopez alcançou a décima vitória do cartel, sendo quatro por nocaute, quatro por finalização e duas por decisão.

## Cartel no MMA
| Cartel no MMA   |             |            |
| 12 lutas        | 10 vitórias | 2 derrotas |
| Por nocaute     | 4           | 1          |
| Por finalização | 4           | 1          |
| Por decisão     | 2           | 0          |

| Res.    | Cartel | Oponente         | Método                              | Evento                                | Data       | Round | Tempo | Local                      | Notas                 |
| ------- | ------ | ---------------- | ----------------------------------- | ------------------------------------- | ---------- | ----- | ----- | -------------------------- | --------------------- |
|         |        | Brad Katona      |                                     | UFC 231: Holloway vs. Ortega          | 08/12/2018 |       |       | Toronto, Ontario           |                       |
| Derrota | 10-3   | Alejandro Pérez  | Nocaute Técnico (joelhadas e socos) | UFC on Fox: Poirier vs. Gaethje       | 14/04/2018 | 2     | 3:42  | Glendale, Arizona          |                       |
| Derrota | 10-2   | Raphael Assunção | Nocaute (soco)                      | UFC Fight Night: Poirier vs. Pettis   | 11/11/2017 | 3     | 1:50  | Norfolk, Virginia          |                       |
| Vitória | 10-1   | Johnny Eduardo   | Nocaute Técnico (socos)             | UFC 212: Aldo vs. Holloway            | 03/06/2017 | 1     | 2:57  | Rio de Janeiro             |                       |
| Vitória | 9-1    | Mitch Gagnon     | Decisão (unânime)                   | UFC 206: Holloway vs. Pettis          | 10/12/2016 | 3     | 5:00  | Toronto, Ontário           |                       |
| Derrota | 8-1    | Rani Yahya       | Finalização (katagatame)            | UFC Fight Night: McDonald vs. Lineker | 13/07/2016 | 3     | 4:19  | Sioux Falls, Dakota do Sul | Estreia no UFC.       |
| Vitória | 8-0    | Eli Finn         | Finalização (cotoveladas e socos)   | RFA 37 - Viana vs. Clark              | 15/04/2016 | 1     | 3:15  | Sioux Falls, Dakota do Sul |                       |
| Vitória | 7-0    | Justin Linn      | Finalização (neck crank)            | RFA 31 - Smith vs. Marunde            | 09/10/2015 | 1     | 2:16  | Las Vegas, Nevada          |                       |
| Vitória | 6-0    | Kevin Clark      | Finalização (mata-leão)             | RFA 29 - USA vs. Brazil               | 21/08/2015 | 1     | 0:36  | Sioux Falls, Dakota do Sul |                       |
| Vitória | 5-0    | Devin Turner     | Finalização (mata-leão)             | RFA 25 - Lawrence vs. Toomer          | 10/04/2015 | 1     | 2:46  | Sioux Falls, Dakota do Sul | Peso Casado (140 lb). |
| Vitória | 4-0    | John Robles      | Nocaute Técnico (socos)             | RFA 21 - Juusola vs. Baghdad          | 05/12/2014 | 1     | 1:35  | Costa Mesa, Califórnia     |                       |
| Vitória | 3-0    | Miguelito Marti  | Nocaute Técnico (socos)             | Gladiator Challenge - Iron Fist       | 28/06/2014 | 1     | 1:13  | San Jacinto, Califórnia    |                       |
| Vitória | 2-0    | Sammy Silva      | Decisão (unânime)                   | KOTC - Heated Fury                    | 20/07/2013 | 3     | 5:00  | Scottsdale, Arizona        |                       |
| Vitória | 1-0    | Imani Jackson    | Nocaute Técnico (socos)             | KOTC - World Championships            | 25/05/2013 | 1     | 4:05  | Scottsdale, Arizona        | Estreia no MMA.       |